# Cosas insignificantes
Cosas insignificantes es una película mexicana, dirigida por Andrea Martínez Crowther, protagonizada por Paulina Gaitán, Bárbara Mori, Fernando Luján, Blanca Guerra, Carmelo Gómez y Lucía Jiménez. Su estreno en un principio era para finales de 2008, pero debido a razones desconocidas se estrenó en cines mexicanos el viernes 17 de abril de 2009.

## Reparto
- Paulina Gaitán como Esmeralda, una adolescente obsesionada con coleccionar objetos perdidos, olvidados o tirados por la gente.
- Fernando Luján como Augusto Gabrieli.
- Bárbara Mori como Paola.
- Arturo Ríos como Tomás.
- Lucía Jiménez como Eli.
- Blanca Guerra como Mara.
- Carmelo Gómez como Iván

## Producción
La película es producida por Guillermo del Toro, Luis de Val y Bertha Navarro. La Música original fue creada por Leonardo Heiblum y Jacobo Lieberman. La Edición corrió a cargo de Ángel Hernández Zoido.

## Salida a la venta
La Película salió a la venta en DVD, en México a principios de septiembre del año 2009. En la Página de la tienda mexicana de discos y películas, Mixup, fue una de las recomendaciones a comprar del mes de septiembre.